# Josef Jona
Josef Jona, Josi Jona (hebr.: יוסי יונה, יוסף יונה ang.: Yoseph Yonah, Yossi Yonah, ur. 8 czerwca 1953 w Kirjat Atta) – izraelski filozof i polityk, profesor Uniwersytetu Ben Guriona, w latach 2015–2019 poseł do Knesetu.

## Życiorys
Urodził się 8 czerwca 1953 w Kirjat Atta.
Służbę wojskową zakończył w stopniu sierżanta. Zdobył bakalaureat z filozofii, historii i historii sztuki na Uniwersytecie Hajfy, a następnie ukończył studia doktorskie (Ph.D.) na Uniwersytecie Pensylwanii. Jest profesorem Uniwersytetu Ben Guriona w Beer Szewie.
W wyborach parlamentarnych w 2015 po raz pierwszy dostał się do izraelskiego parlamentu z listy Unii Syjonistycznej, czyli koalicji Partii Pracy i Ruchu (Ha-Tenu’a). W Knesecie dwudziestej kadencji zasiadał w kilku komisjach, podkomisjach i komisjach specjalnych. W kwietniu 2019 utracił miejsce w parlamencie.